# Kosanselkä
Kosanselkä är en kulle i Finland.   Den ligger i den ekonomiska regionen  Rovaniemi ekonomiska region  och landskapet Lappland, i den norra delen av landet, 800 km norr om huvudstaden Helsingfors. Toppen på Kosanselkä är 255 meter över havet.
Terrängen runt Kosanselkä är huvudsakligen platt. Runt Kosanselkä är det mycket glesbefolkat, med 2 invånare per kvadratkilometer.